# Mapania pycnocephala
Mapania pycnocephala là loài thực vật có hoa trong họ Cói. Loài này được (Benth.) Benth. mô tả khoa học đầu tiên năm 1877.